# Mandatoriccio
Mandatoriccio község (comune) Olaszország Calabria régiójában, Cosenza megyében.

## Fekvése
A megye keleti részén fekszik, a Jón-tenger partján. Határai: Campana, Pietrapaola és Scala Coeli.

## Története
A települést a 17. században alapította Teodoro Mandatoriccio, Crosia hűbérura a birtokai dolgozók számára. A 19. század elején, amikor a Nápolyi Királyságban felszámolták a feudalizmust Pietrapaola része lett, majd hamarosan elnyerte önállóságát. 1928 és 1934 között ismét Pietrapaola része volt.

## Népessége
A népesség számának alakulása:

## Főbb látnivalói
- Torre dell’Arso
- Palazzo Pao
- Santa Maria delle Grazie-templom
- San Giuseppe Operaio-templom
- Madonna Addolorata-templom
- Santi Pietro e Paolo-templom